# Lanco (motorfiets)
Lanco is een historisch merk van motorfietsen.
De bedrijfsnaam was: Erdberger Maschinenfabrik AG, Wenen.
Deze Oostenrijkse firma maakte tot 1920 stoommachines en turbines. De eerste door constructeur Wild gebouwde motorfietsen werden in 1921 in twee uitvoeringen aangeboden, die wel allebei een 569cc-eencilindermotor hadden, drie versnellingen en volledige kettingaandrijving hadden. Verder hadden ze al een automatisch smeersysteem en een Brampton-voorvork met een centrale veer. De toerversie had een zijklepmotor en de sportversie een kopklepper. Latere modellen hadden 492-, 746- en 986cc-MAG-kop/zijklep-inbouwmotoren.